# 釈
| ウィキペディアには「釈」という見出しの百科事典記事はありません（タイトルに「釈」を含むページの一覧/「釈」で始まるページの一覧）。 代わりにウィクショナリーのページ「釈」が役に立つかもしれません。 |